# Назарій
Наза́рій  — чоловіче ім'я, що побутує в українському народі, переважно на Закарпатті.
Уживаються такі зменшувально-пестливі форми цього імені: Наз, Нáзік, На́зічок, Наза́рко, Назаріо, Назарка, Наза́рочко, Наза́рчик, Наза́рцьо. Поширене також в Азербайджані, Середній Азії, Іспанії, Індії.
День ангела — 14 жовтня.

## Походження імені
В українську мову через церковнослов'янське, грецьке (грец. Ναζάριος) та латинське (лат. Nazarius) посередництво запозичено з івриту, в якому власне ім'я Nazar походить від форми nazar «він присвятив себе Богові». Одного з ним походження назва міста Назарет. В азербайджанській та турецькій мовах «Назар» означає «пильний погляд» і традиційний амулет від лихого ока.

## Відомі носії
- святий Назарій
- Яремчук Назарій Назарович
- Яремчук Назарій Назарійович
- Савко Назар Остапович
- Гончар Назар Михайлович
- Задніпровський Назар Олександрович
- Гринцевич Назарій Андрійович